# No Way Out (The Walking Dead)
"No Way Out" là tập thứ chín, đồng thời là tập mở đầu nửa sau Phần 6 của series phim truyền hình The Walking Dead. Tập phim được phát sóng trên kênh AMC của Mỹ vào ngày 14 tháng 2 năm 2016. Khi phát sóng tại Mỹ, tập phim đã được 13,742 triệu người xem trong đó có 6,8 triệu người từ 18-49 tuổi.

## Nội dung tập
Trên đường về Alexandria, nhóm của Daryl, Sasha và Abraham bị một nhóm những kẻ đi mô tô chặn đường lại. Một tên trong số chúng yêu cầu họ giao nạp tất cả những gì mình có và tuyên bố rằng số tài sản đó giờ đây thuộc sở hữu của Negan. Sau khi tịch thu súng của họ, tên này bảo Daryl dẫn một tên khác ra phía sau xe họ để xem còn gì đáng giá nữa không. Trong lúc chờ đợi, hắn nói với Abraham & Sasha rằng bọn chúng sẽ theo họ về tận nơi họ sống để xem nó nằm ở đâu. Khi Abraham tỏ thái độ với hắn, tên này giơ súng lên định bắn họ. Tuy nhiên trước khi kịp làm điều đó, hắn cùng đồng bọn đã bị nổ banh xác. Lúc này, Daryl mới từ sau xe tiến tới, anh đã giết chết tên đi cùng mình và dùng khẩu súng phóng lựu để cứu Abraham & Sasha. Họ tiếp tục lên xe để trở về nhà.
Ở Alexandria, nhóm của Rick vẫn đang lặng lẽ bước đi giữa bầy xác sống dưới lớp ngụy trang. Đến được một điểm dừng chân, Rick thông báo với mọi người rằng kế hoạch sẽ thay đổi. Thay vì tới kho vũ khí, họ sẽ ra ngoài cộng đồng, đến chỗ những chiếc xe bỏ lại ở mỏ đá để dùng chúng dụ bầy xác sống đi. Gabriel nói rằng ông sẽ đưa bé Judith đến nhà thờ để bé được an toàn. Khi Jessie đề nghị cha xứ hãy đưa cả Sam theo, cậu bé từ chối và nói rằng muốn đi cùng mẹ.
Tại phòng giam của cộng đồng, Tara tỏ vẻ lo lắng cho Denise và muốn đuổi theo tên thủ lĩnh The Wolves. Tuy nhiên, Rosita đã khuyên cô không nên liều lĩnh vì bên ngoài rất nguy hiểm. Sau khi tỉnh dậy, Carol mượn khẩu súng của Rosita để đi kiểm tra quanh căn nhà mà họ đang ở bên trong.
Trong lúc đó, Glenn và Enid chạy được tới một nhà thờ bỏ hoang bên ngoài Alexandria để tìm vũ khí giải cứu Maggie – người vẫn đang bị mắc kẹt trên chốt canh gác. Khi được hỏi, Glenn giải thích những lời anh nói trước đó rằng con người họ trở nên như ngày hôm nay là nhờ ảnh hưởng từ những người họ yêu mến đã hy sinh. Nếu bản thân họ thay đổi, những gì cuối cùng trong họ thuộc về những người thân đó cũng sẽ không còn. Enid liền chia sẻ với Glenn về bố mẹ cô bé. Sau khi tìm được một khẩu súng, Glenn bảo Enid hãy ở lại nhà thờ để anh đi lo liệu một mình. Tuy nhiên, cô bé phản đối và nhất quyết rằng sẽ đi cùng để giúp anh.
Ở một nơi khác tại Alexandria, từ nơi ẩn nấp, tên thủ lĩnh The Wolves cùng Denise quan sát bầy xác sống đang tràn ngập ở con đường ngay cạnh. Hắn nói rằng một chốc nữa khi đám walker thưa đi, họ sẽ trèo lên một chốt canh gần đó rồi tìm cách ra bên ngoài.
Trên đường đi, nhìn thấy hình ảnh đáng sợ của các xác sống xung quanh và đặc biệt là một xác sống trẻ em trước mắt mình, Sam bất chợt nhớ đến những lời đe dọa của Carol trước đây. Cậu bé đứng khựng lại vì sợ hãi. Mặc cho những lời động viên từ Rick, mẹ và anh trai; Sam mếu máo khóc. Tiếng khóc của cậu bé gây sự chú ý của một vài xác sống quanh đó và ngay lập tức, Sam bị chúng tóm lấy xé xác. Thấy con trai bị như vậy, Jessie khóc thét lên và cũng bị đám walker vây lấy. Mặc dù đau buồn khi nhìn người mình yêu chết, Rick buộc phải dùng rìu chặt bàn tay cô khi mà Jessie không chịu buông tay Carl ra. Ngay sau đó, khẩu súng của Carl bị rơi xuống và Ron đã nhặt được nó lên. Trước khi cậu ta kịp bắn Rick, Michonne dùng kiếm đâm xuyên người Ron từ đằng sau, giết chết cậu ta. Mặc dù vậy, Ron đã bóp cò, khiến viên đạn đi vào mắt của Carl. Hoảng hốt ngay khi con trai ngã xuống, Rick bế Carl lên và chạy về phía bệnh xá của cộng đồng trong khi Michonne đi phía trước dọn đường.
Tại phòng giam của cộng đồng, Eugene nói với Rosita rằng sớm muộn thì tất cả mọi người cũng sẽ phải ra ngoài đối mặt với nguy hiểm để tìm lối thoát. Thế nhưng Rosita đáp lại: "Đúng vậy, chúng ta sẽ làm vậy, nhưng không phải anh".
Quay trở lại chỗ của Denise và tên thủ lĩnh The Wolves, nhận thấy lượng xác sống quanh chỗ họ đã thưa đi. Họ bắt đầu chạy thật nhanh đến phía chốt canh để định leo lên. Tuy nhiên trên đường đi, Denise đã bị tấn công bởi một con walker. Do quay trở lại cứu Denise mà tên kia đã bị một walker khác cắn vào cánh tay. Denise liền bảo hắn hãy đi cùng mình tới bệnh xá, nơi cô có thể chặt cánh tay và băng bó để cứu mạng hắn.
Tỉnh dậy, Morgan đi từ tầng hầm (là phòng giam cộng đồng) lên tầng trên của căn nhà để gặp Carol. Khi Carol nói rằng việc Morgan giữ cho tên thủ lĩnh The Wolves còn sống là một hành động ích kỷ, khiến Alexandria gặp nguy hiểm, và rằng lúc nãy lẽ ra cô nên giết ông; Morgan liền đáp lại: "Nhưng cô không thể" rồi bỏ đi.
Denise cùng tên thủ lĩnh The Wolves tạm thời chạy vào một căn nhà để buộc vết thương cầm máu. Khi hắn tự hỏi bản thân rằng tại sao ban nãy lại quay lại giúp Denise trong khi có thể đã trèo lên chốt canh để trốn thoát, Denise cho rằng có lẽ hắn đã thay đổi. Tiếp tục cùng nhau chạy tới bệnh xá, tên thủ lĩnh The Wolves lại đánh lạc hướng đám xác sống để mở đường thoát cho Denise. Đúng lúc đó, Carol đứng từ ban công căn nhà kia nhìn thấy và bắn hai phát vào người hắn. Bất chấp điều này, hắn tiếp tục giữ lấy đám xác sống và bảo Denise hãy chạy tiếp, để rồi chính hắn bị ăn thịt.
Tới được bệnh xá an toàn, Denise gặp Aaron, Spencer và Heath đang ở bên trong. Cùng lúc đó, Rick và Michonne đưa Carl tới và khẩn thiết nhờ Denise cứu mạng cậu bé. Vẫn cảm thấy bị shock trước sự việc xảy đến với con trai, Rick tức giận cầm rìu bước ra ngoài và lao tới bổ liên tiếp vào đầu đám xác sống. Thấy vậy, Michonne, Aaron, Spencer và Heath cũng chạy theo giúp đỡ anh.
Từ cửa sổ của những căn nhà mà họ đang ẩn nấp, các cư dân Alexandria chứng kiến cảnh tượng 5 người kia cùng nhau chiến đấu lại cả bầy xác sống. Ngay sau đó, họ cũng cầm vũ khí lên, lao ra khỏi nhà để chạy tới nhập cuộc. Nhận thấy mọi người đang cùng tới giúp mình, Rick hô to: "Chúng ta có thể đánh bại chúng".
Đứng từ nhà thờ và nhìn thấy những gì đang diễn ra bên ngoài, cha xứ Gabriel nhờ một người khác bế hộ bé Judith và cầm một cây mã tấu lên. Thấy vậy, Tobin liền hỏi rằng ông đang định làm gì. Gabriel liền nói với tất cả những người đang ở cùng mình trong nhà thờ rằng lời cầu nguyện của họ đã được Chúa đáp lại, rằng Chúa đã truyền cho họ dũng khí để cứu lấy ngôi nhà chung của nhau.
Trong phòng giam cộng đồng, sau khi thông báo cho Tara rằng Denise đã an toàn, Carol cùng tất cả mọi người quyết định sẽ ra ngoài giúp nhóm của Rick. Mặc dù được Rosita khuyên hãy ở lại, Eugene nhất quyết rằng anh sẽ giúp sức với mọi người. Ra tới ngoài, Morgan đánh ngã được một xác sống và nhận ra rằng đó chính là tên thủ lĩnh The Wolves. Một lần nữa, ông nói lời xin lỗi trước khi dùng gậy đánh chết hắn.
Glenn và Enid chạy vào trong Alexandria và di chuyển tới chỗ mà Maggie đang bị mắc kẹt. Trong khi Enid leo lên chốt canh và đem theo sợi dây để trèo ra bên ngoài, Glenn đánh lạc hướng các xác sống để giúp họ có thêm thời gian. Đúng lúc anh bị bao vây và gần như cận kề cái chết, Daryl, Sasha và Abraham kịp thời trở về và cứu mạng Glenn. Sau khi họ đã an toàn, Daryl nghĩ ra một cách để triệt hạ đám xác sống mà không cần phải dụ chúng đi khỏi. Anh đổ hết xăng trong thùng xe xuống hồ nước của Alexandria, sau đó dùng súng phóng lựu bắn đạn vào đó. Một ngọn lửa lớn bốc lên và gây sự chú ý với tất cả xác sống xung quanh, ngay khi mà nhóm Rick gần như đã bị chúng cô lập. Sau khi một nửa trong số chúng đã tách ra và lao xuống ngọn lửa dưới hồ, mọi người nhanh chóng tận dụng thời cơ để tiêu diệt hết số còn hại.
Sáng hôm sau, khắp các con đường của Alexandria la liệt xác walker. Một nhóm các cư dân đang ngồi trước cửa bệnh xá với vẻ mệt mỏi vì đã thức trắng đêm.
Bên giường bệnh của Carl, Rick tâm sự với con trai đang hôn mê rằng anh đã đánh giá thấp năng lực của những cư dân Alexandria, rằng giờ đây anh đã nhận ra được sức mạnh của tinh thần đoàn kết. Rick nói rằng bức tường bị sập sẽ được xây dựng lại, cộng đồng sẽ được mở rộng diện tích và sẽ có những điều mới mẻ hơn đúng như những gì Deanna kỳ vọng. Sau cùng, anh nắm lấy tay con trai và cầu mong Carl đừng ra đi. Bất chợt, Rick thấy tay của con trai cũng nắm lấy mình.

## Diễn viên

### Diễn viên chính
- Andrew Lincoln vai Rick Grimes
- Norman Reedus vai Daryl Dixon
- Steven Yeun vai Glenn Rhee
- Lauren Cohan vai Maggie Greene
- Chandler Riggs vai Carl Grimes
- Danai Gurira vai Michonne
- Melissa McBride vai Carol Peletier
- Michael Cudlitz vai Abraham Ford
- Lennie James vai Morgan Jones
- Sonequa Martin-Green vai Sasha Williams
- Josh McDermitt vai Eugene Porter
- Christian Serratos vai Rosita Espinosa
- Alanna Masterson vai Tara Chambler
- Seth Gilliam vai Gabriel Stokes
- Alexandra Breckenridge vai Jessie Anderson
- Ross Marquand vai Aaron
- Austin Nichols vai Spencer Monroe

### Diễn viên định kỳ
- Merritt Wever vai Denise Cloyd
- Corey Hawkins vai Heath
- Major Dodson vai Sam Anderson
- Benedict Samuel vai Thủ lĩnh The Wolves
- Jason Douglas vai Tobin
- Austin Abrams vai Ron Anderson
- Katelyn Nacon vai Enid
- Ann Mahoney vai Olivia
- Christopher Berry vai Thành viên The Saviors

### Các diễn viên phụ khác
- Vanessa Cloke vai Anna
- Ted Huckabee vai Bruce
- Mandi Christine Kerr vai Barbara
- Dahlia Legault vai Francine
- Jordan Woods-Robinson vai Eric Raleigh
- David Marshall Silverman vai Kent
- Chloe & Sophie Garcia-Frizzi vai Judith Grimes
- Curtis Jackson vai Bob Miller
- Brian Lancaster vai Timmy
- Brody Rose vai Xác sống trẻ em

## Cái chết trong tập
- Timmy
- 7 thành viên khác của hội The Saviors
- Sam Anderson
- Jessie Anderson
- Ron Anderson
- Thủ lĩnh The Wolves
- 4 cư dân khác của Alexandria

## Đánh giá
"No Way Out" nhận được những lời tán thưởng nhiệt liệt từ giới phê bình. Trên trang Rotten Tomatoes, có 97% trong tổng số 29 nhà phê bình có phản hồi tích cực về tập phim. Sean McKenna từ trang TV Fanatic nhận xét: "Tập 9 trong Phần 6 của The Walking Dead quả là một tiếng chứa đầy bất ngờ xen lẫn những pha hành động kịch tính, khép lại cuộc xâm lược Alexandria của bầy xác sống và mở ra một tương lai nhiều hy vọng. Nó quả là một bước tiến lớn nếu so với tập phim buồn tẻ trước đó". Zack Handlen của trang The A.V. Club cho rằng: "Hình ảnh người dân Alexandria đoàn kết cùng nhau đánh trả bầy xác sống truyền cho người xem rất nhiều cảm xúc. Sẽ tốt hơn khi được thấy Rick bảo vệ họ thay vì coi họ như một sự thừa thãi với anh ấy".

## Bên lề
- Lần xuất hiện đầu tiên của: Timmy
- Tên của tập phim - "No Way Out" ngụ ý cho việc thay vì tìm lối thoát ra khỏi Alexandria, tất cả các nhân vật đã cùng đoàn kết và tiêu diệt hết đám xác sống bên trong cộng đồng.
- Đây là tập phim thứ 5 trong toàn bộ series sử dụng lại tên của một phần truyện tranh, trước đó là "Days Gone Bye", "Made To Suffer", "This Sorrowful Life" và "Too Far Gone". Tuy nhiên, chỉ có mình tập này và "Days Gone Bye" sử dụng những tình tiết tương tự trong phần truyện cùng tên của bộ truyện tranh.
- Đây là tập phim mở đầu nửa sau mùa phim (mid-season premiere) đầu tiên của The Walking Dead có lượng người xem không thể vượt qua được lượng người xem của tập kết thúc nửa đầu mùa phim (mid-season finale) trước đó.
- Greg Nicotero – đạo diễn của tập phim chia sẻ tại Talking Dead rằng đoàn làm phim đã phải điều động gần 200 chuyên gia trang điểm để hóa trang cho hơn 1200 diễn viên quần chúng thủ vai xác sống.
- Với cái chết của Jessie, Ron và Sam, không còn thành viên nào trong gia đình nhà Anderson còn sống.
  - Jessie là nhân vật chính thứ 13 chết trong phim và là nhân vật chính thứ 2 chết trong Phần 6 (sau Deanna). Cô cũng là nhân vật chính thứ 2 chết trong một tập phim mở đầu nửa sau mùa phim (sau Tyreese).
- Đây là tập phim đầu tiên có phân cảnh cho thấy rõ ràng hình ảnh của một nhân vật trẻ em (Sam) bị ăn sống (Khác với Meghan, người chỉ đơn thuần bị cắn và chết do mất máu).
- Với cái chết của tên thủ lĩnh The Wolves, không còn thành viên nào của The Wolves được xác nhận còn sống.
- Cảnh mà gia đình nhà Anderson bị xác sống ăn thịt, Rick chặt tay Jessie, và Carl bị bắn vào mắt được lấy ra từ Chương 83 của bộ truyện tranh.
- Cảnh Rick & Michonne đưa Carl đến bệnh xá, toàn thể cư dân Alexandria cùng nhau chiến đấu với bầy xác sống, và Rick nói chuyện với Carl đang hôn mê được lấy ra từ Chương 84 của bộ truyện tranh.
- Đây là tập phim đầu tiên của Phần 6 mà Glenn, Abraham, Sasha và Daryl chính thức có mặt tại Alexandria (Những cảnh tại Alexandria có sự xuất hiện của họ trong tập đầu Phần 6 đều chỉ là những cảnh trong quá khứ).
  - Denise Huth, nhà sản xuất của phim tiết lộ rằng vào ngày quay tập phim này, những người vui nhất trong dàn diễn viên là Steven Yeun (Glenn), Michael Cudlitz (Abraham), Sonequa Martin-Green (Sasha) và Norman Reedus (Daryl). Việc được tiếp tục làm việc với những đồng nghiệp thân quen trong "gia đình TWD" khiến họ cảm thấy hào hứng.
- Dòng chữ mà Enid thấy trên trần nhà thờ: "Faith without works is dead" ("Đức tin không có việc làm là đức tin chết") là một câu nói được trích dẫn từ trong kinh thánh. Ngụ ý rằng khi một người có niềm tin thực sự, niềm tin đó phải được thể hiện rõ ràng qua những hành động ý nghĩa & biết hy sinh.
- Robert Kirkman trước đó từng chia sẻ rằng ông rất mong chờ cảnh toán quân The Saviors chặn đường nhóm Daryl được lên sóng. Vì ông biết rằng sau khi cảnh này được phát, ông sẽ không phải giải thích cách phát âm của từ "Negan" với độc giả truyện tranh nữa.
- Dale Horvath lần đầu được nhắc đến (bởi Glenn) kể từ sau cái chết của ông.
- Morgan nói lời xin lỗi trước khi dùng gậy đánh chết tên thủ lĩnh The Wolves trong hình hài xác sống. Hình ảnh này đối lập với việc ông xin lỗi rồi đánh ngất hắn trong tập "JSS".
- Tập phim đánh dấu lần xuất hiện thứ 25 của nữ diễn viên Alanna Masterson và nhân vật Tara do cô thủ vai.
- Đây là tập phim đầu tiên kể từ sau tập đầu mùa phim "First Time Again" mà toàn bộ những diễn viên được credit đều xuất hiện.
- Tên của Katelyn Nacon (Enid) đã được đưa từ mục co-star (diễn viên phụ) lên also starring (diễn viên định kỳ).

## Lỗi phim
- Trong những phút đầu của tập phim, trước khi toán quân của Negan bị nổ banh xác, một chiếc xe có thể được nhìn thấy đang đi tới từ phía xa trong tích tắc.
- Trong cảnh Tara nói rằng cô muốn ra ngoài cứu Denise và bị Rosita phản đối, tay của Rosita có thể được nhìn thấy đang giơ lên ngang mặt. Tuy nhiên ngay khi chuyển sang cảnh tiếp theo, hai tay của cô ấy đang buông thõng.
- Khi Rick bước khỏi bệnh xá để lao ra ngoài chiến đấu với đám xác sống, chiếc rìu của anh được nhìn thấy còn sạch sẽ. Trong khi trước đó, chính Rick đã dùng chiếc rìu này để chặt tay Jessie.
- Sau khi Eric cùng Olivia lao ra khỏi nhà để chạy tới giúp nhóm của Rick; Rosita và Carol có thể được nhìn thấy cũng đang giết đám walker phía sau họ. Tuy nhiên trên thực tế, lúc đó Rosita & Carol vẫn đang ở bên trong buồng giam của cộng đồng cùng với Morgan, Eugene, Tara và vẫn chưa ra khỏi đó.
- Khi Abraham và Sasha xả súng vào đám walker đang bao vây Glenn để giải cứu anh, Abraham được nhìn thấy đang bóp cò súng bằng tay phải. Tuy nhiên, ở ngay cảnh quay tiếp theo, tay bóp cò của anh đã đổi sang tay trái.